# Ghiacciaio Byrd (Dipendenza di Ross)
Il ghiacciaio Byrd è un ghiacciaio lungo circa 135 km e largo circa 40, situato parte nella Terra di Oates e parte all'interno della Dipendenza di Ross, nell'Antartide orientale, di cui, in virtù delle sue dimensioni, è uno dei più grandi ghiacciai. Il Byrd, il cui punto più alto si trova a quasi 1200 m s.l.m., parte dal gigantesco nevaio Byrd, nell'entroterra della costa di Hillary, e fluisce verso est-nord-est scorrendo tra la dorsale Britannia, a nord, e i monti Churchill, a sud, per poi andare ad alimentare la barriera di Ross, in particolare la parte di essa che ricopre l'insenatura di Barne, tra capo Kerr e capo Selborne.

Lungo il suo percorso, il flusso del ghiacciaio Byrd è arricchito da quello di diversi altri ghiacciai che gli si uniscono, tra cui quello dei ghiacciai Ramseier, Peckham, Yancey e Merrick, da nord, e dei ghiacciai Zeller, Sefton, Twombley e Judith, da sud.
La valle ricoperta dal flusso del Byrd arriva a una quota di 2780 m sotto il livello del mare, il che la rende uno dei punti più bassi della Terra non coperto dall'acqua, avendo perso il primato dopo che, nel 2019, è stata scoperta una depressione che arriva fino a 3500 m sotto il livello del mare al di sotto del flusso del ghiacciaio Denman.

## Storia
Il ghiacciaio Byrd è stato avvistato per la prima volta durante la spedizione Discovery, condotta negli anni 1901-04 dal capitano Robert Falcon Scott. L'intera formazione è stata in seguito mappata da membri dello United States Geological Survey (USGS) grazie a fotografie aeree scattate dalla marina militare statunitense (USN) nel periodo 1960-62, e in seguito così battezzata dal Comitato neozelandese per i toponimi antartici in onore del retroammiraglio statunitense Richard Evelyn Byrd, della USN, comandante di diverse missioni di esplorazione antartica.

## Mappe
Di seguito una serie di mappe in scala 1:250 000 realizzate dallo USGS:

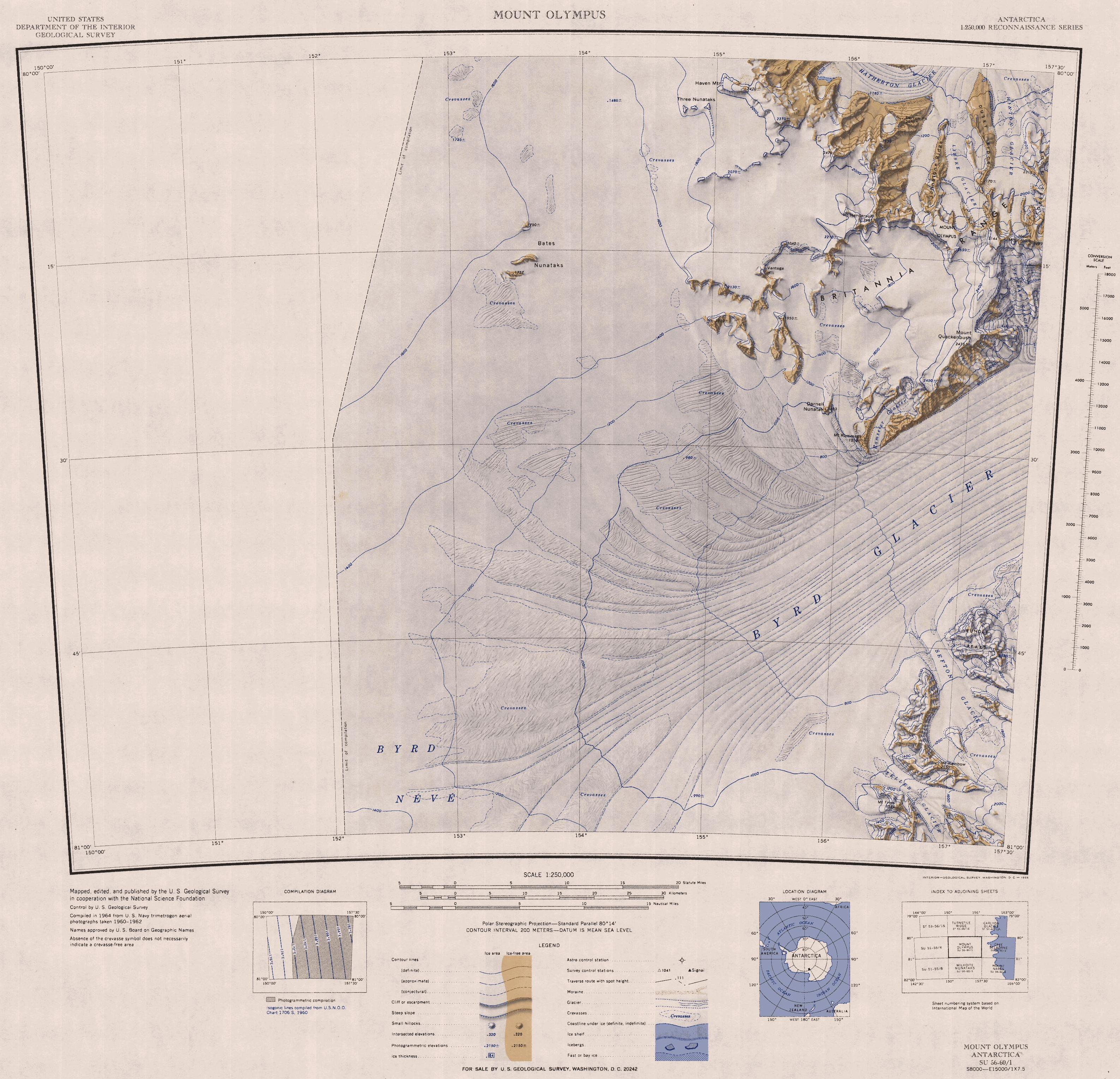
Nella parte sud-orientale di questa mappa si può vedere il tratto iniziale del Byrd.
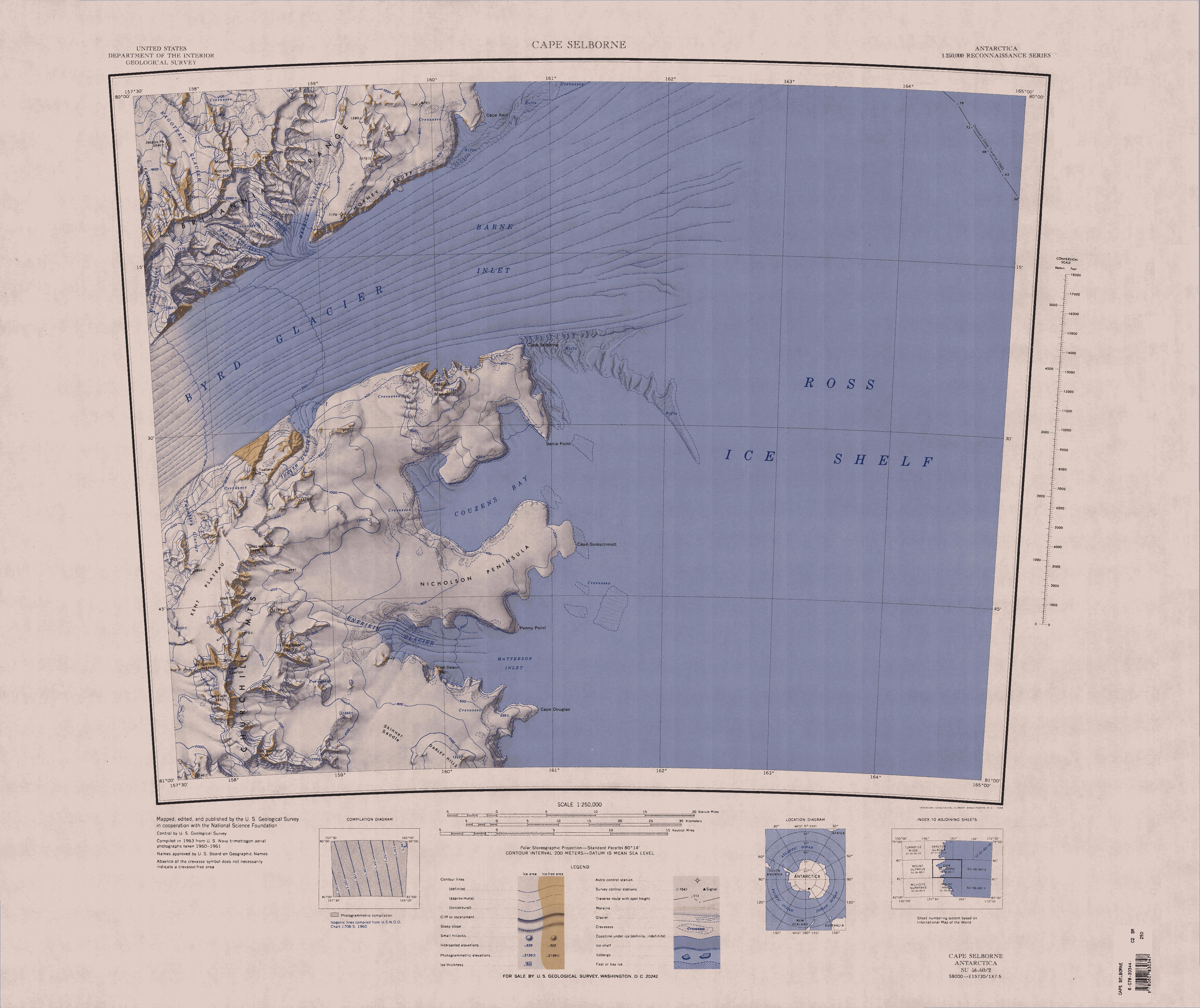
Nella parte occidentale di questa mappa si può vedere il tratto finale del Byrd e il suo arrivo nella barriera di Ross.